# Horst Wolter (Politiker)
Horst Wolter (* 22. September 1935 in Breesen) ist ein deutscher Landwirt, früherer LPG-Vorsitzender und Volkskammerabgeordneter der SED.

## Leben
Wolter ist der Sohn eines Landarbeiters. Nach dem Besuch der Grundschule und der Berufsschule nahm er 1950 eine dreijährige landwirtschaftliche Lehre im Volkseigenen Gut Breesen auf. Von 1953 bis 1956 besuchte er die Fachschule für Landwirtschaft in Demmin und Neubrandenburg, die er als staatlich geprüfter Landwirt abschloss. Er wurde Vorsitzender der Landwirtschaftlichen Produktionsgenossenschaft (LPG) "Hoffnung" in Wendorf, Kreis Waren.

## Politik
Wolter trat 1950 in die FDJ ein und wurde 1956 Mitglied der SED. In Wendorf wurde er zum Gemeindevertreter gewählt und war Vorsitzender der Ständigen Kommission für Sicherheit und Ordnung.
In der beiden Wahlperioden von 1958 bis 1967 war er Mitglied der SED-Fraktion in der Volkskammer der DDR.

## Auszeichnungen
- Medaille "Für hervorragende Leistungen in der Landwirtschaft
- Artur-Becker-Medaille in Gold und in Silber
- Sieger im Berufswettbewerb